# René Girard
René Girard (Avignone, 25 dicembre 1923 – Stanford, 4 novembre 2015) è stato un antropologo, critico letterario e filosofo francese.
Il suo lavoro appartiene al campo dell'antropologia filosofica e ha influssi su critica letteraria, psicologia, storia, sociologia e teologia. È stato professore di letteratura comparata presso la Stanford University (Stati Uniti) fino al momento del ritiro. Cattolico, ha scritto diversi libri, sviluppando l'idea che ogni cultura umana è basata sul sacrificio come via d'uscita dalla violenza mimetica (cioè imitativa) tra rivali. Le sue riflessioni si sono indirizzate verso tre idee principali: 
1. il desiderio mimetico,
2. il meccanismo del capro espiatorio,
3. la capacità del testo della Bibbia di svelare sia l'uno (1) che l'altro (2).

## Biografia
Dal 1943 al 1947, a Parigi è alunno dell'École nationale des chartes, luogo di eccellenza per la formazione di archivisti paleografi, dove Girard difende una tesi sulla vita privata ad Avignone nella seconda metà del XV secolo (La vie privée à Avignon dans la seconde moitié du XVe siècle).
Nel 1947, si trasferisce negli Stati Uniti grazie all'assegnazione di una borsa di studio. Ottiene così il dottorato in storia nel 1950 presso l'Università dell'Indiana e comincia a insegnare letteratura. La sua carriera accademica, dopo i primi ruoli alla Duke University e al Bryn Mawr College tra 1953 e 1957, va dal 1957 al 1980 presso l'Università Johns Hopkins e dal 1981 fino al suo ritiro nel 1995 all'Università di Stanford, dove ha risieduto fino alla morte.
Nel 2001 gli viene conferita una laurea honoris causa in Lettere all'Università degli studi di Padova.
Il 17 marzo 2005, René Girard è eletto membro dell'Académie française.
Sposato, ha avuto tre figli.

## Il pensiero

### Il desiderio mimetico

#### Il carattere mimetico del desiderio
René Girard, professore di letteratura francese negli Stati Uniti alla fine degli anni '50, ha un approccio nuovo a questo campo. Invece di cercare la "originalità" delle opere, cerca ciò che esse possono avere in comune e si accorge che i personaggi creati dai romanzieri si muovono in una dinamica di rapporti che si ritrova nei vari autori. La legge universale del comportamento umano, descritta dai grandi romanzieri, secondo Girard consiste nel carattere mimetico (nel senso di imitativo) del desiderio.
Noi imitiamo dagli altri i nostri desideri, le nostre opinioni, il nostro stile di vita.
- Chi imitiamo esattamente? Imitiamo le persone che stimiamo e rispettiamo, mentre contro-imitiamo le persone che disprezziamo, cioè cerchiamo di fare il contrario di ciò che fanno loro e sviluppiamo opinioni opposte. Quindi il nostro comportamento è sempre un'imitazione, perché è sempre in funzione dell'altro, nel bene come nel male. I tipici modelli che si presentano nella vita di un uomo sono per esempio i genitori, il miglior amico, il leader del gruppo, la persona amata, un politico, un cantante, una guida spirituale o anche la massa in generale.
- Perché imitiamo gli altri? Il nostro desiderio è sempre suscitato dallo spettacolo del desiderio di un altro per il medesimo oggetto: la visione della felicità dell'altro suscita in noi (che ce ne rendiamo conto oppure no) il desiderio di fare come lui per ottenere la stessa felicità, o, ancora più intensamente, suscita in noi il desiderio di essere come lui. I desideri delle persone che stimiamo ci "contagiano". Pertanto l'oggetto del desiderio assume un valore del tutto relativo e funzionale solo per il raggiungimento della stessa condizione dell'altro.
- Ma allora siamo burattini senza libertà? No. L'imitazione è la base della nostra capacità di apprendimento (si pensi ai bambini); senza di essa non sarebbe possibile la trasmissione della cultura, l'apprendimento del linguaggio, ecc. L'uomo è ciò che è perché imita intensamente i suoi simili. Dal desiderio mimetico viene tutto il meglio e il peggio (come vedremo) dell'essere umano. L'imitazione infatti non si deve intendere come processo passivo (come in Platone) e depersonalizzante, ma come attività potentemente creativa.

Tutto ciò significa che il rapporto tra soggetto e oggetto non è diretto e lineare, ma è sempre triangolare: soggetto, modello, oggetto desiderato. Al di là dell'oggetto, è il modello (che Girard chiama «il mediatore») che attira. In particolare, a certi stadi di intensità, il soggetto ambisce direttamente all'essere del modello. Per questo, René Girard parla di desiderio «metafisico»: non si tratta assolutamente di un semplice bisogno o appetito, perché «ogni desiderio è desiderio d'essere», è aspirazione, brama di una pienezza attribuita al mediatore.

#### Mediazione esterna e mediazione interna
"Mediazione" è la relazione imitativa (mimetica) che si stabilisce tra il soggetto e il suo modello (mediatore).
- La mediazione è esterna ogni volta che il mediatore del desiderio è fuori della portata del soggetto, ad esempio perché il mediatore è un personaggio di fantasia, come Amadigi di Gaula per don Chisciotte, o perché è in ogni caso irraggiungibile, come Pelé per i suoi fan. Il soggetto vive una sorta di follia che resta ottimista e il rapporto soggetto-mediatore è vissuto come estremamente positivo.
- La mediazione è interna quando il mediatore è reale e allo stesso livello del soggetto, come ad esempio accade tra due compagni di scuola, due colleghi di lavoro, due persone appartenenti allo stesso livello sociale, due amici o due fratelli. Non c'è separazione tra il mondo del soggetto e quello del mediatore. In questo caso, se l'oggetto conteso non è condivisibile, il mediatore si trasforma in rivale e in ostacolo per l'appropriazione dell'oggetto. Inoltre, essendo sullo stesso piano, il soggetto diventa a sua volta mediatore del mediatore. Il valore dell'oggetto aumenta prodigiosamente agli occhi dei due rivali man mano che la competizione cresce. Dalla rivalità si passa all'odio e dall'odio alla violenza. Questo universo di relazioni è descritto nei romanzi di Stendhal, Flaubert, Proust, Dostoevskij.

#### Le metamorfosi del desiderio
Attraverso quella dei personaggi, è la nostra vita ad essere raccontata. Ciascuno di noi è attaccato all'illusione dell'autenticità dei propri desideri; i grandi romanzieri, invece, rappresentano implacabilmente tutte le menzogne, le dissimulazioni, le manovre, lo «snobismo» messi in scena dagli eroi proustiani per evitare di vedere in faccia la verità: i nostri desideri sono sempre imitazione di desideri altrui e per questo sfociano in invidia e gelosia. Alcuni personaggi bramano l'essere del mediatore, lo vedono avvolto di virtù sovrumane e nello stesso tempo abbassano se stessi, fanno di lui un dio facendo di sé stessi schiavi, e tutto ciò in misura tanto più grande quanto più intensamente il mediatore si pone quale ostacolo. È il masochismo, che può rovesciarsi nel sadismo, suo opposto, ogni volta che il soggetto, per rivincita, tenta di ribaltare la propria situazione esistenziale e per farlo diventa aguzzino di chi è più debole di lui.

#### La letteratura
Credere all'autonomia dei nostri desideri è l'illusione romantica che è alla base di gran parte della letteratura. Scoprire la realtà del desiderio, svelare e riconoscere il mediatore, è ciò che realizzano i grandi romanzieri, è accedere alla verità romanzesca.

#### Critica a Freud
La concezione mimetica stacca il desiderio dall'oggetto e contemporaneamente fa della violenza una conseguenza della rivalità, mentre il complesso di Edipo postulato da Sigmund Freud fonda il desiderio sul valore oggettivo dell'oggetto, la madre, e deve presupporre una coscienza della rivalità e delle sue distruttive conseguenze. La consapevolezza, inverosimile presso un bambino, di voler possedere la propria madre a costo di uccidere il padre, costringe Freud a introdurre man mano tutti i vari istinti, pulsioni e strutture psichiche che contraddistinguono la sua teoria, come l'istinto di morte, l'Es, il Super-Io... Invece la teoria del desiderio mimetico si può applicare direttamente al complesso di Edipo rendendolo totalmente intelligibile: se il bambino desidera sua madre è perché è in un rapporto di imitazione con il padre. Vale a dire che è perché il figlio imita totalmente il padre che finirà eventualmente per desiderare la madre (a condizione che il padre desideri - o sembri desiderare - la madre).

### La violenza e il sacro
("Delle cose nascoste sin dalla fondazione del mondo", 1983, pag. 50)
La rivalità mimetica che si sviluppa a partire dai conflitti per l'appropriazione degli oggetti è contagiosa (in quanto imitata). La minaccia all'orizzonte è quella della violenza generalizzata. Orientando il suo interesse verso il campo antropologico, Girard studia la letteratura etnologica che lo porta a formulare la sua seconda ipotesi fondamentale: il meccanismo di capro espiatorio (o meccanismo vittimario), all'origine delle religioni arcaiche, che egli espone nel suo secondo libro, La violenza e il sacro (1972).
Se due individui, imitandosi, desiderano la stessa cosa, può benissimo aggiungersi un terzo, un quarto… e il conflitto dei primi si allarga. La violenza è essa stessa imitativa e si può quindi assistere ad un processo a catena. L'oggetto della contesa passa in secondo piano e il conflitto mimetico si trasforma in antagonismo generalizzato. Ma quando la violenza non può scaricarsi sul nemico che l'ha eccitata, si sfoga, come ognuno di noi ben sa, su un bersaglio sostitutivo. In particolare, la violenza, che fino ad ora ha continuato a consumarsi in micro-conflitti, può anche focalizzarsi su una sola vittima arbitraria. Allora la folla si raccoglie unanime attorno alla vittima e la distrugge. L'eliminazione (espulsione o uccisione) della vittima fa sfogare la frenesia violenta da cui ciascuno era posseduto fino a poco prima e ciò ha sul gruppo un impatto emotivo incalcolabile. La vittima appare ora contemporaneamente come l'origine della crisi e come la responsabile del miracolo della pace ritrovata. Essa diviene sacra ai loro occhi, proprio perché prodigiosamente capace di scatenare la crisi come di ripristinare la pace, ha cioè potere di vita e di morte sul gruppo: è il dio. Questa è secondo Girard la genesi del religioso e in particolare:
1. del sacrificio rituale come ripetizione dell'evento vittimario originario, intesa a riprodurne meccanicamente e inspiegabilmente i miracolosi effetti,
2. del mito come racconto di quell'evento dal punto di vista della folla,
3. delle proibizioni e delle leggi, che sono l'interdizione d'accesso a tutti quegli oggetti all'origine delle rivalità che hanno portato alla crisi.

Questa elaborazione religiosa si sviluppa lentamente e progressivamente, ad ogni successiva crisi mimetica, la cui risoluzione riporta la pace solo temporaneamente. L'elaborazione dei riti e delle proibizioni costituiscono una sorta di sapere empirico sulla violenza.
Se gli esploratori e gli etnologi non hanno potuto essere testimoni di questi ipotetici fatti che risalgono alla notte dei tempi, è altresì vero che le prove indirette abbondano, come l'universalità del sacrificio rituale in tutte le culture umane e i miti raccolti dai popoli più disparati. Se la teoria è vera, allora nel mito sono rintracciabili:
1. una crisi, che può essere descritta metaforicamente, ma sempre in modo da richiamare la fluidità o la contagiosità della crisi mimetica; esempi: pestilenza, diluvio, incendio, …
2. la colpevolezza della vittima-dio, che è descritta come colpevole perché il mito è raccontato dal punto di vista dei persecutori, mentre essa è in realtà solo un capro espiatorio arbitrario
3. i tratti di selezione vittimaria, che sono quei tratti arbitrari che hanno attirato l'attenzione della folla polarizzandone la violenza sulla vittima; esempi: handicap o particolari fisici (claudicanza, capelli rossi, …), eccessiva bellezza o bruttezza, ecc.
4. il potere della vittima di stabilire l'ordine sociale che permette la vita del gruppo.

Girard trova questi elementi in numerosi miti provenienti da ogni parte del mondo, a cominciare da quello di Edipo. Su questo punto egli si oppone a Claude Lévi-Strauss.
In Delle cose nascoste sin dalla fondazione del mondo (1978), Girard sviluppa le implicazioni della sua scoperta, andando a invadere i campi più disparati del sapere. Il meccanismo vittimario è l'anello mancante nel passaggio dal mondo animale al mondo umano, perché permette di azzardare una spiegazione dell'ominizzazione dei primati individuando nell'istante della riappacificazione collettiva la nascita del pensiero simbolico e del linguaggio e nel cadavere della vittima il primo simbolo. I primi ominidi si differenziarono dai primati per aver ereditato geneticamente un'attitudine maggiore all'imitazione (che già secondo Aristotele differenziava l'uomo dall'animale) il che li espose a frequenti crisi mimetiche e ciò portò all'innesco del processo vittimario. Allora tale meccanismo permette a Girard di spiegare, ad esempio:
1. il bisogno di vittime sacrificali da parte delle prime comunità umane
2. il passaggio dalle vittime umane a quelle animali, loro sostitute
3. la nascita della caccia, che era originariamente rituale, come fonte di approvvigionamento di vittime
4. la nascita dell'allevamento degli animali come risultato fortuito dell'acclimatazione di una riserva di vittime
5. la nascita dell'agricoltura.

Girard sostiene che l'origine della cultura non sia nè determinata dalla struttura (Marx), né da ricondurre alla sfera della sessualità (Freud), ma religiosa, come aveva ipotizzato Émile Durkheim. L'elaborazione dei riti e dei divieti da parte dei gruppi proto-umani o umani prenderà forme infinitamente varie, obbedendo comunque a una prescrizione pratica molto rigorosa: la prevenzione del ritorno della crisi mimetica. Nel religioso arcaico si può quindi rintracciare l'origine di ogni istituzione culturale, dalla filosofia (che nasce come riflessione sul religioso), alla letteratura (che passa dal mito al romanzo passando per la leggenda, il poema, la fiaba, ecc.), alla politica.
La sua teoria, a detta dello stesso Girard, non pretende di essere niente più che un'ipotesi non suscettibile di essere provata sperimentalmente, essendo enormemente lungo il periodo di tempo necessario per produrre i fenomeni descritti, ma che risulta interessante per il suo potere esplicativo prodigioso. Se la teoria di Girard si presenta già come naturale prolungamento della biologia al campo del sociale, è interessante notare che ultimamente proprio dalla biologia si è avuta un'inattesa conferma delle ipotesi girardiane, con la scoperta dei neuroni specchio.

### Letteratura giudeo-cristiana
L'analisi del concetto di "capro espiatorio" conduce Girard ad approfondire la cultura giudaico-cristiana, a partire dal testo L'antica via degli empi, laddove il capro espiatorio si incarna nella figura di Giobbe. A giudizio di Gianfranco Mormino, da anni studioso del pensiero girardiano, il ruolo espiatorio del Giobbe di Girard si può accostare a quello del Mosé liberatore o dell'Edipo che sconfigge la Sfinge, nell'ottica che trasforma gli eroi e salvatori di una certa cultura, appartenenti a un dato contesto storico, in potenziali cause espiatorie per future sciagure occorse in seguito al momento eroico-salvifico.

#### Il testo biblico
In Delle cose nascoste René Girard affronta per la prima volta il tema del cristianesimo e la Bibbia. I Vangeli si presentano apparentemente come un mito qualsiasi, con la vittima-dio linciata da una folla unanime, avvenimento commemorato in seguito dai cristiani nel sacrificio rituale dell'eucaristia. I Vangeli sembrano addensare tutti gli elementi caratteristici dei miti provenienti dalle culture più diverse. Il parallelo è perfetto, eccetto che su un punto: la vittima, nei Vangeli, è mostrata innocente. I miti arcaici erano costruiti sulla menzogna della colpevolezza della vittima perché raccontavano l'avvenimento visto dalla prospettiva dei linciatori unanimi. È questo misconoscimento che permette al meccanismo vittimario (o al sacrificio rituale) di essere efficace nel produrre (o rispettivamente mantenere) la pace. Invece, i racconti evangelici per Girard affermano categoricamente e senza ambiguità l'innocenza della vittima, che diventa, minando il misconoscimento, il germe del superamento di ogni ordine sacrificale (cioè di ogni ordine culturale basato sulla violenza del sacrificio) sul quale riposa l'equilibrio delle società. Già l'Antico Testamento incrina i racconti mitici mostrando l'innocenza delle vittime (Abele, Giuseppe, Giobbe, Susanna...), ma è solo col Nuovo Testamento che si svelano le cose nascoste sin dalla fondazione del mondo (Matteo 13, 35), la fondazione dell'ordine del mondo sull'omicidio, descritto in tutta la sua cruda storicità, senza deformazioni mitiche, nel racconto della Passione. La rivelazione è tanto più radicale in quanto il testo biblico sfoggia una sapienza assoluta sul desiderio e sulla violenza, a partire dalla metafora del serpente che suscita il desiderio di Eva fino ad arrivare alla forza prodigiosa del mimetismo che piega Pietro al rinnegamento nel momento della Passione. Girard mostra la potenza descrittiva dei processi mimetici di alcuni termini chiave del testo biblico:
1. lo scandalo, in senso antropologico, si riferisce alla trappola della rivalità mimetica.
2. Satana, menzognero e omicida fin dal principio (Giovanni 8, 44), che in ebraico significa accusatore, a un livello umano, sembra sintetizzare il processo mimetico tutto intero, dalla rivalità fino alla violenza collettiva sulla vittima innocente.
3. Lo Spirito Santo, detto Paràclito, in greco difensore davanti a un tribunale, è il Difensore della vittima innocente, e in un senso teologico (che oltrepassa la ricerca antropologica) svela il vero volto di Dio.

Nei Vangeli, il dio della violenza è scomparso e si rivela un altro Dio, totalmente estraneo ad ogni logica di violenza e sistematicamente dalla parte delle vittime innocenti. In questi testi ognuno si trova davanti alla propria responsabilità, l'invidiante come l'invidiato: guai all'uomo per colpa del quale avviene lo scandalo! (Matteo 18, 7). Come ha detto Simone Weil: Prima di essere una teoria su Dio, una teologia, i Vangeli sono una teoria sull'uomo, un'antropologia.

#### La società cristiana
La Rivelazione evangelica contiene la verità sulla violenza, a nostra disposizione da duemila anni, secondo Girard. Com'è possibile, allora, che essa non sia riuscita a porre fine all'ordine sacrificale fondato sulla violenza nemmeno nella società, quella occidentale, che per più tempo si è detta cristiana? Secondo Girard la Rivelazione evangelica ha messo in crisi la nostra società, decomponendo l'ordine sacrificale. Se la cristianità medievale ha mostrato il volto di una società ancora sacrificale capace di ignorare le proprie vittime, l'efficacia delle istanze sacrificali non ha cessato di ridursi via via che il misconoscimento si ritira; Girard riconosce in questo il principio della singolarità e delle trasformazioni della società occidentale. Il crollo dell'ordine sacrificale non significa meno violenza, ma anzi l'impossibilità, per la violenza sacrificale, di risolvere le crisi mimetiche instaurando nuovi ordini, almeno temporanei. L'innocenza dei tempi del misconoscimento è perduta per sempre e il nostro mondo è soggetto ogni giorno di più al rischio di un'escalation (mimetica) di violenza inarrestabile. D'altra parte il cristianesimo, insieme al giudaismo, ha svelato le strutture sacrificali di ogni forma culturale e allo stesso tempo ha desacralizzato il mondo rendendo possibile un rapporto utilitario con la natura. Questa situazione mette progressivamente l'uomo in uno stato di sempre maggiore responsabilità e sempre minore inconsapevolezza. La Rivelazione ha tolto alla società umana la possibilità di risolvere i propri conflitti in modo sacrificale; per questo, la fine della violenza, se mai si raggiungerà, sarà possibile solo se ogni individuo vorrà accogliere attivamente e responsabilmente il contenuto dei Vangeli.

### Opere successive
Nelle sue opere successive, Girard ha cercato di ripercorrere le tappe della sua teoria nell'intento di formularla in modo sempre più chiaro esaminando di volta in volta nuovo materiale e non ha cessato di tornare sulle sue analisi per approfondirle e precisarle. In Il capro espiatorio (1982) Girard esamina, tra gli altri, i testi di persecuzione, risalenti al XIII secolo, che addossavano agli ebrei le accuse di infanticidio, di incesto, di avvelenare i pozzi, che sono stereotipi persecutori rintracciabili in molti miti. Così per la persecuzione degli ebrei durante la peste nera o la caccia alle streghe. Se il carattere falso di queste accuse è un'evidenza per tutti noi, nel caso di questi testi, perché non lo è nel caso dei testi mitici? Inoltre quest'opera contiene analisi mimetiche di alcuni brani evangelici.
Nel testo "Portando Clausewitz all'estremo" (Adelphi 2008), Girard affina e sintetizza le sue posizioni sul mimetismo e sul ruolo demistificatorio (e quindi salvifico) del cristianesimo partendo dalla figura di Clausewitz letta in chiave paradigmatica: attraverso il suo trattato "sulla guerra" è possibile infatti mostrare come la storia non si muove seguendo nessuna riconciliazione hegeliana, nessuna pacificazione razionalista tra gli opposti.  Invece secondo la sua personale interpretazione del testo di Clausewitz, in opposizione alla lettura "diplomatica" che ne dava Aron, il generale tedesco aveva previsto che la tendenza tra gli opposti era apocalittica, tendendo ad un progressivo e inevitabile escalation che poteva in potenza degenerare nell'annullamento totale. Bisogna quindi riappropriarsi della categoria del religioso, proprio perché ci permette di comprendere meglio come la tendenza mimetica regola non solo il nostro presente apocalittico, dove i fondamentalismi non fanno altro che esprimere la violenza gratuita, determinata dalla desacralizzazione del mito fondativo dell'agnello sacrificale, e dell'istituzione del sacro; ma anche per comprendere le rivalità e le dinamiche passate. Il testo invero scorre servendosi di numerose figure storiche attraverso le quali Girard analizza, sempre partendo da una prospettiva mimetica, le rivalità storiche tra Francia e Germania, le guerre napoleoniche, fino alla possibilità di una pacificazione europea, vista proprio attraverso gesti simbolici, come il celebre discorso di Ratzinger tenuto a Ratisbona. Se quindi, portiamo all'estremo l'intuizione clausewitziana sull'apocalisse (violenza totale),  allora dobbiamo domandarci se sia possibile arrivare ad un mimetismo inverso, all'imitatio Christi, un modello pacifico che neutralizzi questa tendenza e convergenza di competizione e convergenza. La scelta vincente, l'alternativa alla competizione tesa al riconoscimento, deve essere quindi il silenzio, la rinuncia alla competizione, come fu quella compiuta da Hölderlin, attraverso il quale, nel silenzio, ci si avvicina alla divinità, all'annullamento dell'escalation.

### Gli stereotipi della persecuzione
Secondo René Girard ci sono tre stereotipi della persecuzione:
- il primo è lo stereotipo della crisi, cioè dell'eclissi del culturale, la fine delle regole e delle “differenze” gerarchiche e funzionali che definiscono gli ordini culturali. Di fronte all'eclissi del culturale gli uomini però non si interessano alle sue cause originarie. Poiché la crisi è innanzitutto crisi del sociale, esiste una forte tendenza a spiegarla attraverso cause sociali e morali. Gli individui tendono a farsi folla indifferenziata e invece di incolpare se stessi tendono a incolpare la società nel suo insieme, portandoli al disimpegno, sia altri individui che sembrano loro particolarmente nocivi. I sospetti vengono accusati di un tipo particolare di crimini. I crimini più frequentemente invocati sono sempre quelli che trasgrediscono i tabù più rigorosi, relativamente alla cultura considerata: incesti, stupri, bestialità o crimini religiosi. Secondo Girard i persecutori finiscono per convincersi che un piccolo numero di individui, persino uno solo, possa rendersi estremamente nocivo all'intera società, malgrado la sua debolezza relativa. La folla per definizione cerca l'azione, ma non può agire sulle cause della crisi, cerca così una causa accessibile per sfogare la sua rabbia e in alcuni casi la sua violenza. L'opinione pubblica isterica, che ancora non si è fatta folla violenta, inverte il rapporto tra la situazione globale della società e la trasgressione individuale. Invece di vedere nel microcosmo individuale un riflesso o un'imitazione del livello globale, essa cerca nell'individuo la causa e l'origine di tutto ciò che la ferisce.
- Il secondo stereotipo è quello delle accuse stereotipate: non importa che le persone accusate abbiano realmente commesso il crimine, importa la credenza nei loro confronti: ovvero non è necessario stabilire la prova.
- Il terzo stereotipo invece riguarda l'appartenenza delle vittime della persecuzione a certe categorie di per sé già esposte a subirla. «Le minoranze etniche o religiose - scrive Girard - tendono a polarizzare contro di sé le maggioranze. (…) Non c'è quasi società che non sottometta le proprie minoranze, i propri gruppi mal integrati, o anche semplicemente distinti, a certe forme di discriminazione se non di persecuzione.»

Accanto ai criteri religiosi e culturali, ve ne sono di puramente fisici. La malattia, la follia, le deformità, l'infermità tendono a polarizzare i persecutori. Per esempio all'interno di una classe a scuola, ogni individuo che prova delle difficoltà di adattamento, lo straniero, il provinciale, l'orfano, il povero o semplicemente l'ultimo arrivato è più o meno a rischio di vittimizzazione e di essere considerato dagli altri un infermo. Quando l'opinione pubblica di un paese ha scelto le sue vittime in una certa categoria sociale, etnica o religiosa tende ad attribuire a questa le infermità e le deformità che rafforzano la polarizzazione. Questa tendenza sfocia poi in caricature razziste. Oltre a un'anormalità fisica vi è anche un'anormalità sociale in quanto è la media che definisce la norma. Più ci si allontana dallo statuto sociale più comune più aumentano i rischi di persecuzione. 
Infine Girard affronta la questione molto attuale di quando le differenze divengono motivo di discriminazione e persecuzione. «Non vi è cultura - scrive - all'interno della quale ciascuno non si senta differente dagli altri e non giudichi le differenze legittime e necessarie». Secondo Girard l'esaltazione contemporanea della differenza non è altro che l'espressione astratta di una maniera di vedere comune di tutte le culture. 
 La persecuzione e l'odio si scatenano quando non è l'altro nomos che si vede nell'altro, ma l'anomalia, non è l'altra norma, ma l'anormalità; l'infermo si muta in deforme e lo straniero in apolide. Il non vedere l'altro come portatore di un sistema differente ma anormale non permette di poterlo distinguere come differente dal proprio sistema, ciò mette in crisi il sistema stesso perché non sa più come differenziarsi e rischia di cessare come sistema. Così le persecuzioni servono a chi le mette in atto anche solo verbalmente a riposizionarsi come gruppo minacciato dalla crisi identitaria del suo sistema che non sa più come differenziarsi dalle altre differenze.

### Il problema della fede
René Girard si è convertito al cattolicesimo al tempo del lavoro al suo primo libro. Tuttavia egli afferma che la sua opera dev'essere considerata per il suo contenuto antropologico, come una qualunque altra ipotesi scientifica, che dev'essere giudicata in rapporto alla sua capacità esplicativa e alla sua semplicità e che la discussione e la critica devono dunque svolgersi sul terreno scientifico, senza preconcetti. Che si creda oppure no alla Risurrezione di Cristo, il testo biblico è a disposizione di qualsiasi lettore.

## Ricezione del pensiero di Girard
Negli anni Ottanta due economisti francesi, Michel Aglietta e André Orléan, hanno proposto una teoria della moneta fondata sul concetto girardiano di mimetismo. Dalla teoria del mimetismo di Girard trae forza la tesi che l'imitazione generalizzata converge verso una credenza comune su cui può costituirsi la liquidità assoluta (ciò che Aglietta e Orléan chiamano il teorema girardiano fondamentale).

Negli ultimi anni c'è stato un interesse crescente per il pensiero di Girard a causa di notevoli convergenze con recenti scoperte delle neuro-scienze. Uno degli scienziati che ha scoperto i famosi neuroni specchio, Vittorio Gallese, scrive: 
(Vittorio Gallese, 2009)
Negli anni 2009 e 2011 si sono tenuti due grandi simposi su “Girard e Darwin” all'Università di Cambridge.

## Opere
- Mensonge romantique et verité romanesque (1961), trad. it. Struttura e personaggi nel romanzo moderno, poi come Menzogna romantica e verità romanzesca, trad. it di Leonardo Verdi-Vighetti, prefazione di Marco Dotti, con un saggio di Luca Doninelli, Bompiani, Milano 2021 ISBN 8830103055
- Dostoievski du double à l'unité (1963), trad. it. Roberto Rossi, Dostoevskij dal doppio all'unità, SE, Milano 1987 ISBN 88-7710-072-9 ISBN 88-7710-336-1 ISBN 88-7710-340-X
- Lenz (1751-1792). Genèse d'une dramaturgie du tragi-comique, Klincksieck, Paris 1968.
- Pour un nouveau procès de l'Étranger (1968), trad. in Il risentimento. Lo scacco del desiderio nell'uomo contemporaneo, trad. it. Alberto Signorini, con introduzione di Stefano Tomelleri, Raffaello Cortina, Milano 1999 ISBN 88-7078-569-6
- La violence et le sacré (1972), trad. it. La violenza e il sacro, a cura di Ottavio Fatica e Eva Czerkl, Adelphi, Milano 1980 ISBN 88-459-0947-6 ISBN 978-88-459-0947-4
- Système du delire (1976), trad. it. in Il risentimento, cit.
- Des choses cachées depuis la fondation du monde (1978), ricerche con Jean-Michel Oughourlian e Guy Lefort, trad. it. Delle cose nascoste sin dalla fondazione del mondo, a cura di Rolando Damiani, Adelphi, Milano 1983 ISBN 88-459-1217-5
- Le bouc émissaire (1982), trad. it. Il capro espiatorio, a cura di Christine Leverd e F. Bovoli, Adelphi, Milano 1987 ISBN 88-459-1462-3 ISBN 978-88-459-1462-1
- La route antique des hommes pervers (1985), trad. it. L'antica via degli empi, a cura di Carla Giardino, Adelphi, Milano 1994 ISBN 88-459-1023-7
- Shakespeare: les feux de l'envie (1990), trad. it., Shakespeare. Il teatro dell'invidia, a cura di Giovanni Luciani, Adelphi, Milano 1998 ISBN 88-459-1400-3
- Quand ces choses commenceront. Entretiens avec Michel Treguer (1994), trad. it. Quando queste cose cominceranno. Conversazioni con Michel Treguer, a cura di Alberto Beretta Anguissola, Bulzoni, Roma 2005 ISBN 88-7870-024-X
- La vittima e la folla. Violenza del mito e cristianesimo, testi scelti a cura di Giuseppe Fornari, Santi Quaranta, Treviso 1998 e 2001 ISBN 88-86496-23-0
- Je vois Satan tomber comme l'éclair (1999), trad. it. Vedo Satana cadere come la folgore, a cura di Giuseppe Fornari, Adelphi, Milano 2001 ISBN 88-459-1616-2 ISBN 978-88-459-1616-8
- La pietra scartata. Antigiudaismo cristiano e antropologia evangelica, a cura di Alberto Signorini, Qiqajon, Magnano 2000 ISBN 88-8227-086-6
- Celui par qui le scandale arrive (2001), intervista con Maria Stella Barberi, trad. it. La pietra dello scandalo, a cura di Giuseppe Fornari, Adelphi, Milano 2004 ISBN 88-459-1902-1
- Dal mito ai Vangeli, di Claudio Tugnoli, Edizioni Messaggero Padova, 2001
- Cristianesimo senza sacrificio, filosofia e teologia in René Girard, di Paola Mancinelli, Cittadella Editrice, Assisi, 2001
- Psicoanalisi e teoria mimetica. Conversazione di Sergio Benvenuto con René Girard, in collaborazione con Maurizio Meloni, Rivista italiana di GruppoAnalisi, vol. XVII, n. 3/2003, pp. 133–148. English version:  http://www.psychomedia.it/jep/number14/girard.htm
- La voix méconnue du réel (2002), trad. it. La voce inascoltata della realtà, a cura di Giuseppe Fornari, Adelphi, Milano 2006 ISBN 88-459-2112-3
- Il caso Nietzsche. La ribellione fallita dell'anticristo, in collaborazione con ed a cura di Giuseppe Fornari, Marietti, Genova 2002 ISBN 88-211-8689-X
- Les origines de la culture (2003), dialoghi con Pierpaolo Antonello e João Cézar de Castro Rocha, trad. it. Eliana Crestani, Origine della cultura e fine della storia, Raffaello Cortina, Milano 2003 ISBN 88-7078-827-X
- Il sacrificio, trad. it. Claudio Tarditi, a cura di Pierpaolo Antonello, Raffaello Cortina, Milano 2004 ISBN 88-7078-913-6
- Miti d'origine. Persecuzioni e ordine culturale, a cura di Pierpaolo Antonello e Giuseppe Fornari, Transeuropa («Girardiana» n. 1), Massa 2005 ISBN 88-7580-011-1
- Il pensiero rivale. Dialoghi su letteratura, filosofia e antropologia, trad. it. Alexandre Calvanese, a cura di Pierpaolo Antonello, Transeuropa («Girardiana» n. 2), Massa, 2006 ISBN 88-7580-016-2
- La spirale mimétique, dodici studi per René Girard, trad. it. La spirale mimetica, a cura di Maria Stella Barberi, Transeuropa («Girardiana» n. 3), 2006 ISBN 88-7580-017-0
- Verità o fede debole. Dialogo su cristianesimo e relativismo con Gianni Vattimo, a cura di Pierpaolo Antonello, Transeuropa, Massa 2006 ISBN 88-7580-018-9
- Achever Clausewitz (2007), conversazione con Benoît Chantre, trad. it. Portando Clausewitz all'estremo, a cura di Giuseppe Fornari, Adelphi, Milano 2008 ISBN 978-88-459-2307-4
- Anorexie et désir mimétique (2008), trad. it. in Il risentimento, cit.; anche come Anoressia e desiderio mimetico, trad. it. Claudio Tarditi, Lindau, Torino 2009 ISBN 978-88-7180-793-5
- Cahiers de l'Herne: René Girard Herne, Paris 2008 ISBN 2-85197-152-2
- Mimesis and Theory: Essays on Literature and Criticism, 1953-2005, a cura di Robert Doran, Stanford University Press, 2008[10]
- Identità e desiderio: la teoria mimetica e la letteratura italiana, a cura di Pierpaolo Antonello e Giuseppe Fornari, Massa, Transeuropa («Girardiana» n. 4), 2009 ISBN 978-88-7580-039-0
- Edipo liberato. Saggi su rivalità e desiderio, a cura di Mark Rogin Anspach, Transeuropa («Girardiana» n. 5), Massa 2009 ISBN 978-88-7580-052-9
- Violenza e religione. Causa o effetto?, a cura di Wolfgang Palaver, Raffaello Cortina (Minima 113), Milano 2011 ISBN 978-88-6030-431-5
- Géométries du désir (2011), trad. it. Geometrie del desiderio, Raffaello Cortina (Minima 116), Milano 2012 ISBN 978-88-6030-486-5